# Puiseux-le-Hauberger
Puiseux-le-Hauberger és un municipi francès, situat al departament de l'Oise i a la regió dels Alts de França. L'any 2007 tenia 838 habitants.

## Demografia

### Població
El 2007 la població de fet de Puiseux-le-Hauberger era de 838 persones. Hi havia 289 famílies de les quals 40 eren unipersonals (16 homes vivint sols i 24 dones vivint soles), 89 parelles sense fills, 148 parelles amb fills i 12 famílies monoparentals amb fills.
La població ha evolucionat segons el següent gràfic:
Habitants censats

### Habitatges
El 2007 hi havia 314 habitatges, 288 eren l'habitatge principal de la família, 4 eren segones residències i 22 estaven desocupats. 297 eren cases i 16 eren apartaments. Dels 288 habitatges principals, 242 estaven ocupats pels seus propietaris, 41 estaven llogats i ocupats pels llogaters i 6 estaven cedits a títol gratuït; 1 tenia una cambra, 8 en tenien dues, 44 en tenien tres, 82 en tenien quatre i 154 en tenien cinc o més. 221 habitatges disposaven pel capbaix d'una plaça de pàrquing. A 97 habitatges hi havia un automòbil i a 172 n'hi havia dos o més.

### Piràmide de població
La piràmide de població per edats i sexe el 2009 era:
| Homes | Edats   | Dones |
| ----- | ------- | ----- |
| 0     | 95 o +  | 0     |
| 0     | 90 a 94 | 4     |
| 4     | 85 a 89 | 4     |
| 4     | 80 a 84 | 0     |
| 4     | 75 a 79 | 0     |
| 8     | 70 a 74 | 16    |
| 24    | 65 a 69 | 16    |
| 4     | 60 a 64 | 8     |
| 16    | 55 a 59 | 16    |
| 24    | 50 a 54 | 36    |
| 36    | 45 a 49 | 32    |
| 36    | 40 a 44 | 36    |
| 48    | 35 a 39 | 40    |
| 20    | 30 a 34 | 40    |
| 16    | 25 a 29 | 16    |
| 24    | 20 a 24 | 20    |
| 28    | 15 a 19 | 44    |
| 56    | 10 a 14 | 28    |
| 32    | 5 a 9   | 16    |
| 20    | 0 a 4   | 8     |

## Economia
El 2007 la població en edat de treballar era de 598 persones, 457 eren actives i 141 eren inactives. De les 457 persones actives 425 estaven ocupades (236 homes i 189 dones) i 33 estaven aturades (21 homes i 12 dones). De les 141 persones inactives 51 estaven jubilades, 49 estaven estudiant i 41 estaven classificades com a «altres inactius».

### Ingressos
El 2009 a Puiseux-le-Hauberger hi havia 284 unitats fiscals que integraven 799 persones, la mediana anual d'ingressos fiscals per persona era de 22.501 €.

### Activitats econòmiques
Dels 35 establiments que hi havia el 2007, 4 eren d'empreses de fabricació d'altres productes industrials, 5 d'empreses de construcció, 11 d'empreses de comerç i reparació d'automòbils, 3 d'empreses de transport, 2 d'empreses d'hostatgeria i restauració, 1 d'una empresa financera, 4 d'empreses de serveis, 1 d'una entitat de l'administració pública i 4 d'empreses classificades com a «altres activitats de serveis».
Dels 11 establiments de servei als particulars que hi havia el 2009, 2 eren tallers de reparació d'automòbils i de material agrícola, 1 fusteria, 2 lampisteries, 2 electricistes, 1 empresa de construcció, 2 perruqueries i 1 restaurant.
L'any 2000 a Puiseux-le-Hauberger hi havia 3 explotacions agrícoles.

## Equipaments sanitaris i escolars
El 2009 hi havia una escola elemental.

## Poblacions més properes
El següent diagrama mostra les poblacions més properes.